# Reggy Martiales Nelson
Reggy Martiales Nelson is een Surinaams diplomaat. Hij is sinds 2015 ambassadeur in Frankrijk en vertegenwoordigt Suriname vanuit Parijs ook bij de UNESCO (sinds 2017) in het Verenigd Koninkrijk (sinds 2019).

## Biografie
Reggy Nelson werkt sinds 2010 in Surinaamse diplomatieke dienst en was in 2014 als ambassaderaad werkzaam op de ambassade in Brussel.
Op 30 januari 2015 werd hij door president Desi Bouterse beëdigd tot ambassadeur in Frankrijk. Begin juni overhandigde hij zijn geloofsbrieven aan de Franse president François Hollande. Daarbij overlegde hij zijn geloofsbrieven in augustus 2016 bij Irina Bokova, de directeur-generaal bij de UNESCO, en in november 2019 bij koningin Elizabeth II van het Verenigd Koninkrijk.
In juni 2016 reisde hij met Buitenlandminister Niermala Badrising naar Papoea-Nieuw-Guinea voor een bijeenkomst van de ACS-staten. Hij heeft gesproken op internationale vergaderingen, zoals van de UNESCO (2017) en op milieugebied bij de Verenigde Naties (UNEA, 2020).